# Ranoidea chloris
Ranoidea chloris (Engels: Red-eyed Tree Frog; "roodoogboomkikker") is een kikker uit de familie Pelodryadidae. De soort werd lange tijd tot de familie boomkikkers (Hylidae) en het geslacht Litoria gerekend. In de literatuur wordt daarom vaak de verouderde situatie vermeld. De soort behoorde eerder tot de geslachten Hyla en Dryomantis. De soort werd voor het eerst wetenschappelijk beschreven door George Albert Boulenger in 1892. Oorspronkelijk werd de wetenschappelijke naam Hyla chloris gebruikt.

## Uiterlijke kenmerken
De boomkikker kan wanneer volwassen een afmeting van 65 millimeter bereiken. De soort is meestal egaal groen van boven (soms met gele vlekken) en heldergeel aan de onderzijde. De voorzijde van de poten is groen en de onderzijden zijn geel of wit. De dijen variëren bij volwassen exemplaren in kleur van paarsblauw tot blauw-zwart. De soort heeft ogen met gouden randen, die veranderen naar rood naar de ooghoeken toe. De kleurintensiteit van de ogen is variabel tussen verschillende exemplaren. Het trommelvlies is zichtbaar.
De kikkervisjes zijn meestal grijs of bruin en kunnen een gouden pigment langs de zijkant hebben.
De soort is vergelijkbaar met de Ranoidea xanthomera, die leeft ten noorden van Proserpine, maar die een oranje kleur heeft aan de achterzijde van de dijen.

## Ecologie
Ranoidea chloris komt van nature voor in Oost-Australië; noordwaarts vanaf Sydney tot Proserpine in het mid-noorden van de staat Queensland. De soort leeft in regenwouden, natte sclerofylle bossen (hardloofvegetatie) en bosrijke streken. De roep bestaat uit enkele lange kreunende "aaa-rk"-uitroepen, gevolgd door zachte trillingen. Alleen de mannetjes roepen en het broeden vindt meestal plaats na de regen in tijdelijke plassen, greppels langs de wegen, bij dammen, vijvers en zijarmen van kreekjes waar het water niet stroomt.